# Primera guerra carlista
La primera guerra carlista fue una guerra civil que se desarrolló en España entre 1833 y 1840 entre los carlistas, partidarios del infante Carlos María Isidro de Borbón y de un régimen absolutista, y los isabelinos o cristinos, defensores de Isabel II y de la regente María Cristina de Borbón, cuyo gobierno fue originalmente absolutista moderado y acabó convirtiéndose en liberal para obtener el apoyo popular. Antiguamente fue conocida por la historiografía española como guerra de los Siete Años o primera guerra civil.

## Origen

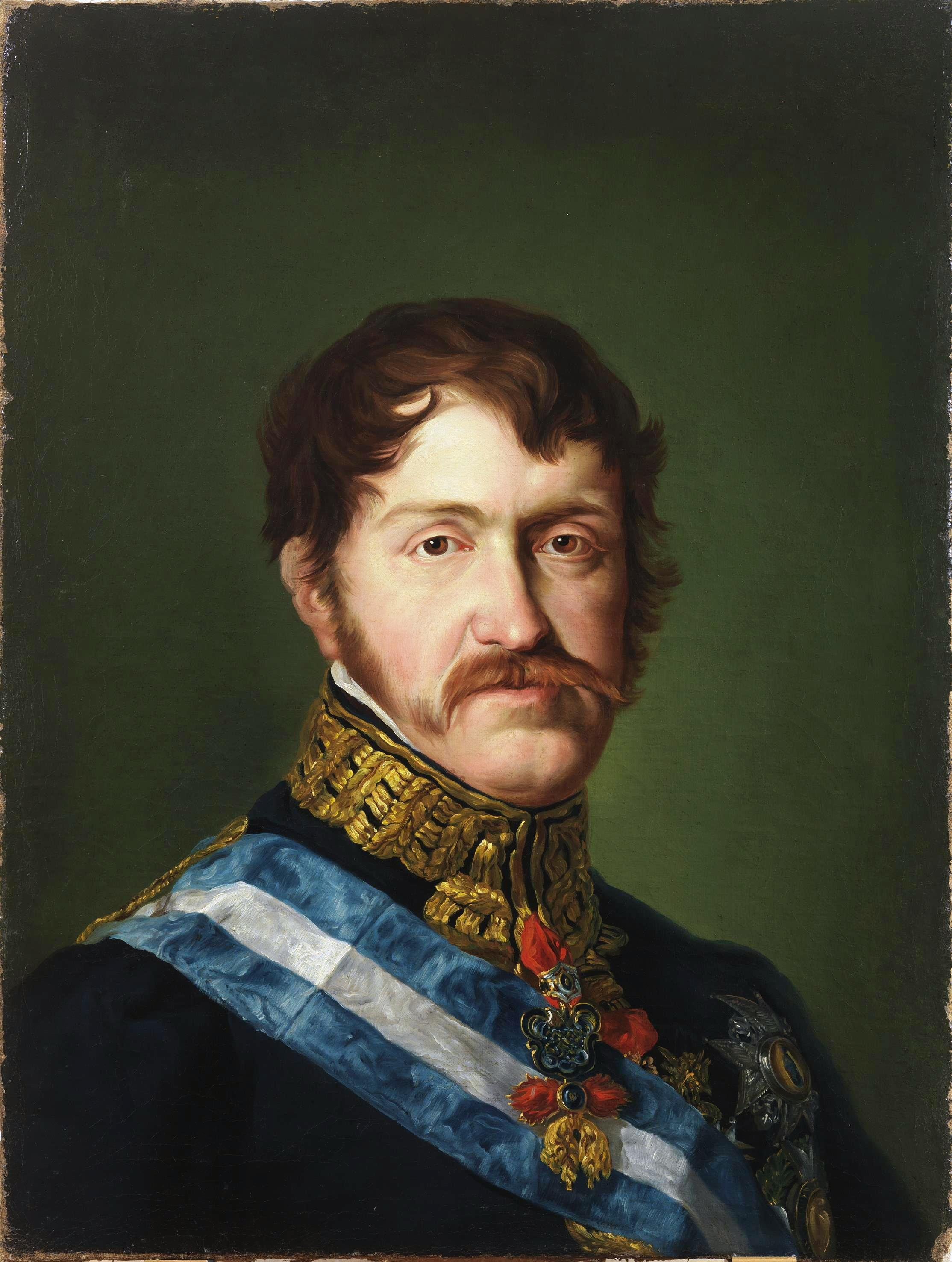
El infante Carlos María Isidro, autoproclamado rey con el nombre de Carlos V

La guerra la planteó Carlos María Isidro, hermano de Fernando VII, por la cuestión sucesoria, ya que había sido el heredero durante el reinado de su hermano Fernando, debido a que este, tras tres matrimonios, carecía de descendencia. Sin embargo, el nuevo matrimonio del rey y el embarazo de la reina abren una nueva posibilidad de sucesión.
En marzo de 1830, seis meses antes del nacimiento de Isabel II, el rey publica la Pragmática Sanción de Carlos IV aprobada por las Cortes de 1789, que dejaba sin efecto el Reglamento de 10 de mayo de 1713 que excluía la sucesión femenina al trono hasta agotar la descendencia masculina de Felipe V. Se restablecía así el derecho sucesorio tradicional castellano, recogido en las Partidas, según el cual podían acceder al trono las hijas del rey difunto en caso de morir el monarca sin hijos varones. El rey volvió a derogar la Pragmática Sanción en 1832, mientras se hallaba enfermo, pero tras mejorar su salud, la puso de nuevo en vigor a finales de año.
No obstante, Carlos María Isidro no reconoció a Isabel como princesa de Asturias por considerar despótica e ilegal aquella promulgación, que no contó con el concurso de las Cortes, y cuando Fernando murió el 29 de septiembre de 1833 e Isabel fue proclamada reina bajo la regencia de su madre, María Cristina de Borbón-Dos Sicilias, Carlos hizo público en el Manifiesto de Abrantes que mantenía sus derechos dinásticos, llevando al país a una gran guerra civil.
Pero la cuestión dinástica no fue la única razón de la guerra. Tras la guerra de la Independencia, Fernando VII había abolido la Constitución de 1812, pero después del Trienio Liberal (1820-1823), el rey no volvió a restaurar la Inquisición, y en los últimos años de su reinado permitió ciertas reformas para atraerse a los sectores liberales, lo que produjo la desafección de los realistas más exaltados o apostólicos, que antes de la guerra ya se habían acercado al infante Carlos, partidario de sus ideas.
Según el historiador Pedro Rújula, la primera guerra carlista culminaría el ciclo de guerras —iniciado con la Guerra de la Convención (1793-1795) y continuado con la guerra de la Independencia (1808-1814) y la Guerra Realista (1822-1823)— «caracterizado por el choque entre revolución y contrarrevolución». Fue la «guerra civil definitiva» entre las dos posiciones. Los carlistas retomaron la divisa «Religión, Rey y Patria» utilizada en las guerras anteriores por los que se identificaban con el Antiguo Régimen —en el primer número de la Gaceta oficial carlista se decía: «Morir antes que cubrirse de ignominia. La España no tolera que un enemigo de su Dios, de su Rey y de su Patria, presida el destino de sus hijos»—, aunque «Patria» pasó al segundo lugar y «Religión» fue cambiado por «Dios». Así nació el trilema «Dios, Patria, Rey». La continuidad con las guerras anteriores la dejó clara el guerrillero Jerónimo Merino, que ya había encabezado partidas contra los franceses en 1808-1814 y contra los liberales en 1822-1823, cuando en un manifiesto dijo:

Castellanos. Dos campañas gloriosas fueron la mayor garantía de que acudí siempre a la defensa de la patria cuando se vio amenazada por las intrigas y audacia de los enemigos exteriores e interiores que quisieron sumirla en la desgracia, envolviendo en ruinas los fundamentos del altar y del trono. Por tercera vez salgo al campo del honor acaudillando las leales huestes castellanas...

Donde estaban mejor organizados los realistas precarlistas era en Castilla la Vieja, Extremadura y Andalucía, pero donde finalmente triunfó con mayor fuerza el alzamiento carlista fue en la mayor parte de las Provincias Vascongadas y Navarra, ya que la legislación foral, que dejaba la subinspección de los cuerpos en manos de las respectivas diputaciones, había permitido que los Voluntarios Realistas no fueran purgados allí como en el resto de España. Aunque algunos sostuvieron después que el deseo de conservar los fueros había sido un factor movilizador importante del carlismo en el norte, Juan Antonio de Zaratiegui, ayudante y secretario del general Zumalacárregui, dejó escrito en 1845 que era un error afirmar que los navarros habían tomado las armas para defender sus fueros, ya que en 1833 estaban plenamente vigentes. En su obra «Vida y hechos de don Tomás de Zumalacárregui» Zaratiegui aseguraba poder demostrar que el alzamiento en Navarra no tuvo otro objeto que la defensa de los derechos a la corona de España del infante Carlos María Isidro y protestaba contra los que sostuviesen lo contrario.
En cuanto al apoyo popular, según Antonio Pirala, donde mayor era la fermentación de los ánimos en favor de Don Carlos era en gran parte de Castilla la Vieja, Tortosa, y en la montaña de Cataluña.

## Contendientes

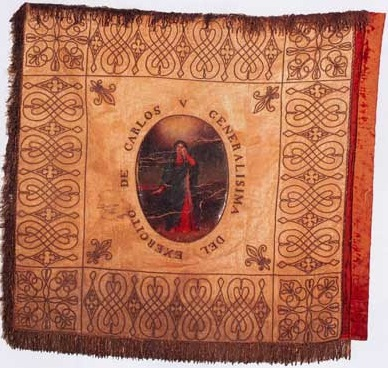
Estandarte Real o de la Generalísima, principal bandera carlista de la primera guerra bordada por María Francisca de Braganza.

El campo y las pequeñas ciudades del País Vasco y Navarra apoyaron mayoritariamente al pretendiente Carlos debido a su tradicionalismo foral, gracias al apoyo que le dio el bajo clero local. Muchos autores han especulado con la posibilidad de que la causa carlista en el País Vasco y Navarra fuese fundamentalmente foralista. No existe consenso en este análisis, puesto que otros autores rebaten esta interpretación, haciendo la principal razón del apoyo vasconavarro al influjo del clero en la sociedad.
Sobre esta cuestión expresó Mateo Benigno de Moraza en su discurso ante el Congreso de Diputados el 13 de julio de 1876: 

Para el país vascongado no podía buscarse un resorte que hiriese más viva, más delicada y más sensiblemente las fibras de su corazón, tan religioso y católico, y no puede negarse que en la guerra ha tenido la cuestión religiosa la única influencia en mi país; ninguna otra en la casi universalidad de mis paisanos ha podido inclinarles a la guerra; pero los Fueros no han sido la causa.

La jerarquía eclesiástica se mantuvo ambigua, aunque una parte importante del clero (como por ejemplo, el famoso Cura Merino) se unió a los carlistas.
En el otro bando, los liberales y moderados se unieron para apoyar a María Cristina y a su hija Isabel. Controlaban las principales instituciones del Estado, la mayoría del ejército y todas las ciudades importantes. Los liberales recibieron apoyo del Reino Unido, Portugal y Francia en forma de créditos para el tesoro y de fuerzas militares. Los británicos enviaron la Legión Auxiliar Británica, cuerpo de voluntarios al mando del general George Lacy Evans, en tanto que la Marina Real realizaba funciones de bloqueo. Los portugueses enviaron una división auxiliar bajo el mando del Barón das Antas y los franceses la División Auxiliar Francesa además de colaborar en el control de la frontera y de las costas españolas.

## Fases de la guerra
Teniendo en cuenta las acciones llevadas a cabo por uno y otro bando podemos destacar tres grandes fases en la contienda:

### Ofensiva carlista

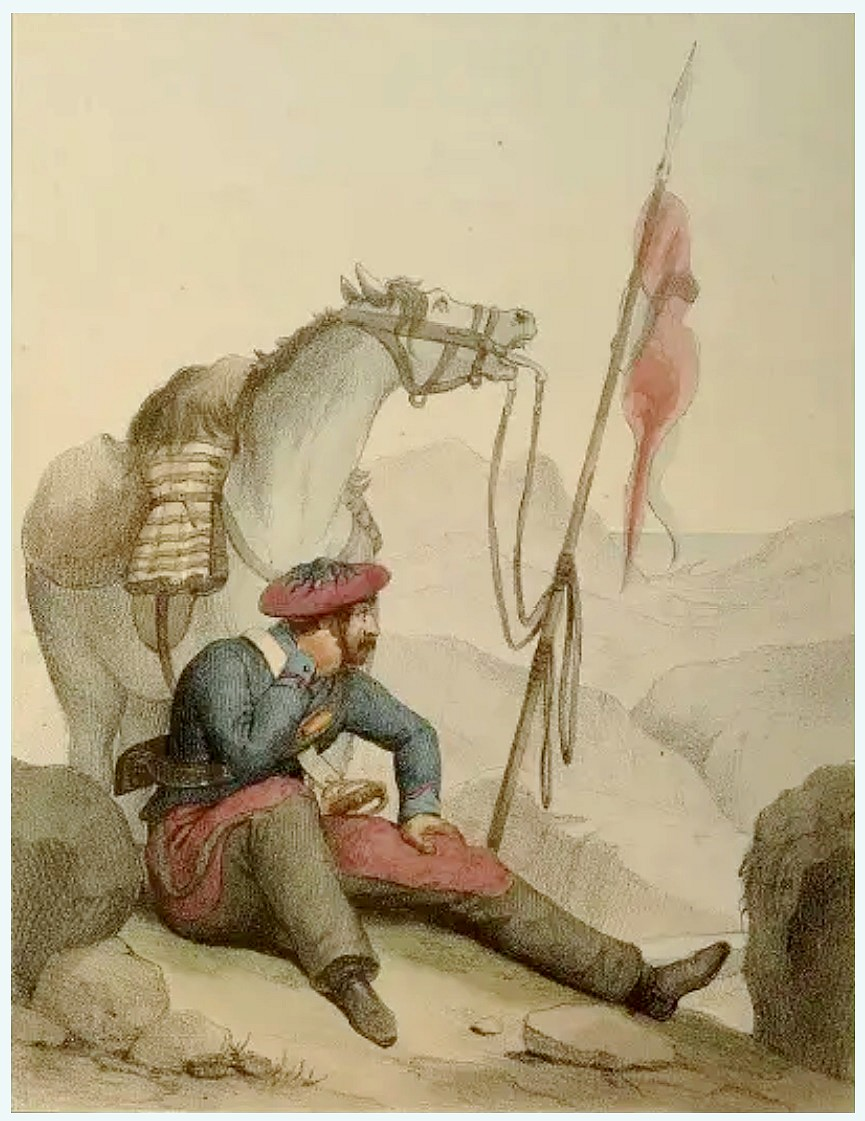
Lancero del escuadrón de Álava hacia 1836. Grabado de Charles Vanceller.

La primera fase tiene lugar en el comienzo de la guerra. Son los carlistas quienes, guiados por líderes más eficientes, organizan a las tropas en los principales territorios que dominan (el norte, Cataluña y el Maestrazgo). Cabe destacar la actuación de líderes como Zumalacárregui en el norte. Fue importante también la labor de Juan Antonio Guergué en Cataluña, que unificó las partidas catalanas. La fase comienza en 1833 y termina en 1835 con la muerte de Zumalacárregui. El carlismo puso en jaque al gobierno cristino y logró extenderse por todo el norte de la península, además se empezó a levantar en la zona de levante llegando a invadir la provincia de Cuenca, secuestrando a las personas monárquicas y asesinando a algunas de poblaciones de la Alcarria como Salmeroncillos, Valdeolivas, Alcocer, Albendea, Priego... La situación permaneció en conflicto en la región durante todo el levantamiento con la ocupación de los fuertes de Beteta y Cañete con la pérdida de más de 80.000 cabezas de ganado y más de 40 civiles fallecidos.

### Repliegue carlista
La fase comienza en 1835 y termina en 1837. Los cristinos (partidarios de Isabel) logran una mayor coordinación y consolidan su posición dentro del territorio carlista. Famosa por las numerosas expediciones carlistas, siendo las más importantes la de Miguel Gómez Damas en 1836, que recorrió toda España y la Expedición Real, encabezada por don Carlos en persona, que amenazó en 1837 la capital. El fracaso de dicha expedición supuso el desastre de la última gran tentativa carlista. La acción más importante fue el sitio de Bilbao de 1836, que acabó con una nueva derrota carlista gracias a las fuerzas de apoyo encabezadas por el capitán Salvador Quero. Destaca la aparición en favor de don Carlos de Ramón Cabrera en el Maestrazgo, que causó serios problemas a los cristinos hasta el final de la guerra.

### Agotamiento del carlismo
Tras la batalla de Luchana los carlistas pierden la oportunidad de tomar Bilbao y una de las últimas ocasiones de poder ganar la guerra. Supone también su derrota en Bilbao la creación de una facción carlista que apoya el fin de la guerra, viendo improbable ya la victoria. Se limitan los absolutistas desde entonces a defender el territorio que aún controlan hasta que la falta de efectivos y las convulsiones dentro de la corte del infante obligan en 1839 a firmar la paz, a pesar de que un sector carlista y el propio don Carlos no aceptasen el convenio de Vergara, teniendo que ir al exilio, a la espera de una nueva oportunidad. Cabrera seguirá al frente del Maestrazgo un año más, ya con la causa del pretendiente carlista muy debilitada. la guerra duraría en algunas partes todo 1840. Destaca Espartero como cabeza indiscutible de las fuerzas cristinas.

## La guerra

El frente en su momento álgido

### La guerra en el frente del norte

#### Finales
Tras la muerte de Fernando VII, el pretendiente Carlos nombró a Joaquín Abarca como ministro universal e hizo un llamamiento al ejército y a las autoridades para que se sumaran a su causa, pero con escasa repercusión. En el ámbito internacional tan solo el rey Miguel I de Portugal lo reconoció, lo que llevó a la ruptura diplomática entre España y Portugal. En los primeros días de octubre se sucedieron las insurrecciones en varios puntos de España, protagonizadas por agrupaciones locales de Voluntarios Realistas, en general con poco éxito, excepto en el País Vasco, Navarra y Logroño, pero sin llegar a controlar más que por poco tiempo las ciudades de dichos territorios.
Las sublevaciones no tuvieron el apoyo del ejército. Así, el general Ladrón de Cegama, sin mando en Valladolid (residencia de la Capitanía General de Castilla la Vieja), y el coronel Tomás de Zumalacárregui, retirado pero viviendo en la plaza fuerte de Pamplona, huyeron de sus lugares de residencia para pronunciarse sin arrastrar consigo fuerza alguna de las guarniciones de las plazas en las que se encontraban. La guerra se considera como comenzada cuando el general Ladrón de Cegama proclamó rey al infante don Carlos con el nombre de Carlos V el 6 de octubre de 1833 en Tricio (La Rioja), apoderándose con los voluntarios sublevados de Logroño y pasando a Navarra a unirse con los sublevados de esta provincia. La unión de estos voluntarios en Navarra fue el embrión de las tropas de las que se hizo cargo Tomás de Zumalacárregui y que hicieron posible que la guerra durase siete años.

#### Quesada - Zumalacárregui

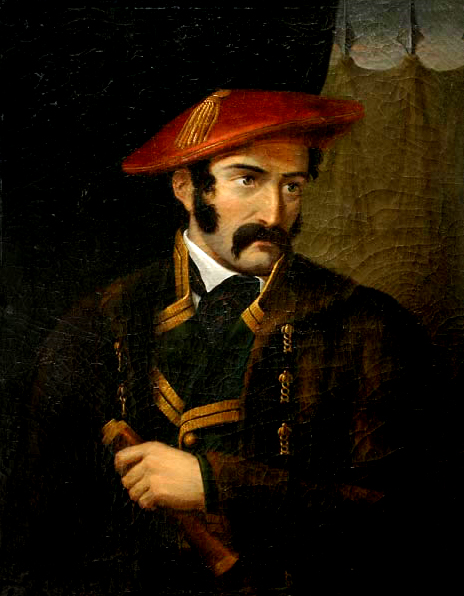
El general carlista Tomás de Zumalacárregui.

Las fuerzas carlistas del norte quedaron centradas en la figura de Tomás de Zumalacárregui, que organizó en poco tiempo un ejército carlista en Navarra, al que también se unieron los carlistas vascos debilitados tras la expedición de Pedro Sarsfield.
Zumalacárregui equipó a sus hombres con armas tomadas a los ejércitos cristinos en el campo de batalla o en ataques contra fábricas o convoyes, y consciente de su inferioridad numérica y armamentística reprodujo la táctica guerrillera que conocía desde la Guerra de Independencia, amparándose en lo accidentado del relieve y en el apoyo de gran parte de la población civil. El 7 de diciembre de 1833, las diputaciones de Vizcaya y de Álava le nombraron jefe de las tropas de estas provincias. Muy popular entre sus soldados (le llamaban "Tío Tomás"), no dudó en mostrarse cruel en la represión de los liberales ni en emplear el terror para mantener controlado el territorio.

#### Rodil - Zumalacárregui
Durante el año 1834 se sucedieron las victorias carlistas en importantes acciones, como el asalto a un convoy de armas entre Logroño y Cenicero, las acciones de Alegría de Álava y Venta de Echavarri. Pero para los carlistas el año acabó con una derrota en la batalla de Mendaza y la prudente retirada en la batalla de Arquijas.

#### Espoz y Mina -Zumalacárregui
Pero en marzo y abril de 1835, con la Acción de Larremiar contra Francisco Espoz y Mina, Zumalacárregui volvió a participar con éxito.

#### Valdés - Zumalacárregui
Con la Acción de Artaza contra Gerónimo Valdés, Zumalacárregui deshizo la tropa cristina que se vio obligada a desmantelar todas las estratégicas guarniciones (Maeztu, Alsasua, Elizondo, Santesteban, Urdax, entre otras), quedando como únicas guarniciones las de las capitales de las provincias vascongadas, Pamplona y algunos puertos de la costa. El grueso del ejército cristino se retiró a la orilla sur del Ebro. Animado por sus éxitos militares y por la necesidad de obtener financiación y reconocimiento internacional, el pretendiente le ordenó tomar Bilbao, a pesar de la opinión contraria de Zumalacárregui, que hubiera preferido atacar Vitoria y desde allí abrirse camino hacia Madrid. La operación comenzó con éxito, al abrirse paso hacia Bilbao al vencer al general Espartero en el Puerto de Descarga, comenzando a sitiar la capital vizcaína el 10 de junio de 1835; pero, herido Zumalacárregui cuando observaba las operaciones, falleció el 24 de junio de 1835. 
El 11 de septiembre de 1835, en la Acción de Arrigorriaga (Vizcaya), la división del General Espartero es acosada por fuerzas carlistas muy superiores en número. Espartero y cuatro jinetes del Regimiento Húsares de la Princesa, el Cabo 1º Francisco Peralta y los Húsares Juan Martínez, Melitón Álvarez y Anastasio Gómez, cargan a caballo contra los lanceros carlistas que guarnecían un puente y, arrollándoles, rompen el cerco y dejan paso al resto de la tropa.

#### Fernández de Córdova - Eguía
En octubre de 1835 Nazario Eguía asumió el puesto de general en jefe de las tropas carlistas en el País Vasco y Navarra. Durante su mandato el ejército carlista aumentó sus efectivos hasta llegar a los 36 000 hombres.

#### Fernández de Córdova - Villarreal
Bruno Villarreal, sucesor de Nazario Eguía, se caracterizó por fomentar las expediciones fuera del territorio carlista.

#### Espartero - Villarreal
En octubre de 1836 tuvo lugar el segundo sitio de Bilbao, que fracasó a los cinco días y en noviembre un tercer intento que duró mes y medio y que fracasó ante la defensa de Baldomero Espartero,

#### Espartero - Príncipe Sebastián
El fracaso ante Bilbao de los carlistas provocó el nombramiento de Sebastián Gabriel de Borbón y Braganza como general en jefe de los carlistas, el cual en marzo de 1837 venció a las tropas liberales en la batalla de Oriamendi. Mientras tanto los sectores más radicales del carlismo se habían hecho con el control político, acrecentado tras la Expedición Real.

#### Espartero - Guergué
Juan Antonio Guergué se hizo con el mando del ejército hasta junio de 1838.

#### Espartero - Maroto
Tras la batalla de Peñacerrada, Guergué fue sustituido por Rafael Maroto, quien reorganizó el ejército y mandó fusilar en febrero de 1839 a Guergué y a otros militares acusados de conspirar en su contra al tiempo que intentaba conseguir del pretendiente la destitución de sus adversarios, por lo que fue destituido a su vez por Don Carlos, aunque pocos días después fue restituido en su puesto por el pretendiente, que accedió a sus demandas.
Maroto negoció con el gobierno de Isabel II sin el apoyo del pretendiente y con la oposición de parte de sus tropas y el 29 de agosto de 1839 Espartero y oficiales carlistas, representantes de Maroto, firman el Convenio de Oñate que puso fin a la guerra en el norte de España, confirmado con el conocido como Abrazo de Vergara entre Maroto y Espartero el 31 de agosto. El 14 de septiembre de 1839 el pretendiente carlista y sus tropas que le permanecían fieles cruzaron la frontera francesa y la guerra terminó en el frente norte.

### Frente de Castilla
En Castilla la Vieja, fue en Burgos y Soria dónde más éxito tuvo la insurrección, movilizando un total de 10 000 hombres al mando de Jerónimo Merino e Ignacio Alonso Cuevillas. En Cataluña, en abril de 1834, entró una partida procedente del Maestrazgo al mando de Manuel Carnicer, pero fracasó. A pesar de eso, se mantuvieron movilizadas numerosas partidas guerrilleras.

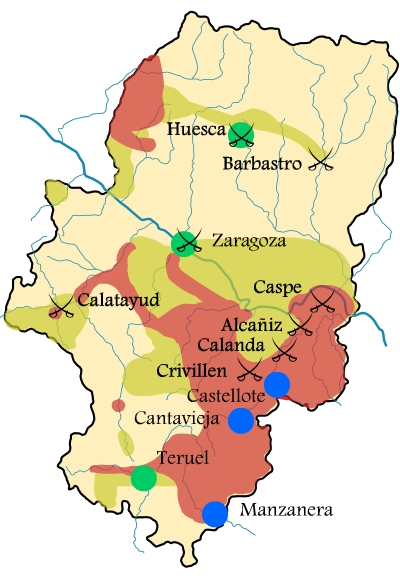
El carlismo en Aragón

### Frente Aragón y Valencia
El 13 de noviembre de 1833 los carlistas obtienen una importante victoria: Morella se subleva y enarbola el estandarte de Carlos V. Carlos Victoria, comandante de la plaza de Morella, hace salir a las tropas de la ciudad con una treta, pues desconfia de la guarnición. Cierra las puertas de la ciudad y junto con Rafael Ram de Viu y Pueyo (barón de Herbés) al que le cede el mando por ser persona de más prestigio en la zona y Manuel Carnicer se suman al bando carlista. Pese a este acto las tropas gubernamentales se ponen en movimiento y mandan hacia Morella una importante columna dirigida por el brigadier Rafael Horé Díaz. Los carlistas ante esa amenaza huyen de Morella a principios de diciembre. Después el barón de Herbés y otros líderes carlistas son apresados en Calanda y fusilados el 27 de diciembre. Pese a esto la llama de la rebelión se había encendido en las tierras del Maestrazgo y el Ebro puesto que otros líderes como Manuel Carnicer, Quílez y Cabrera continuaron luchando.

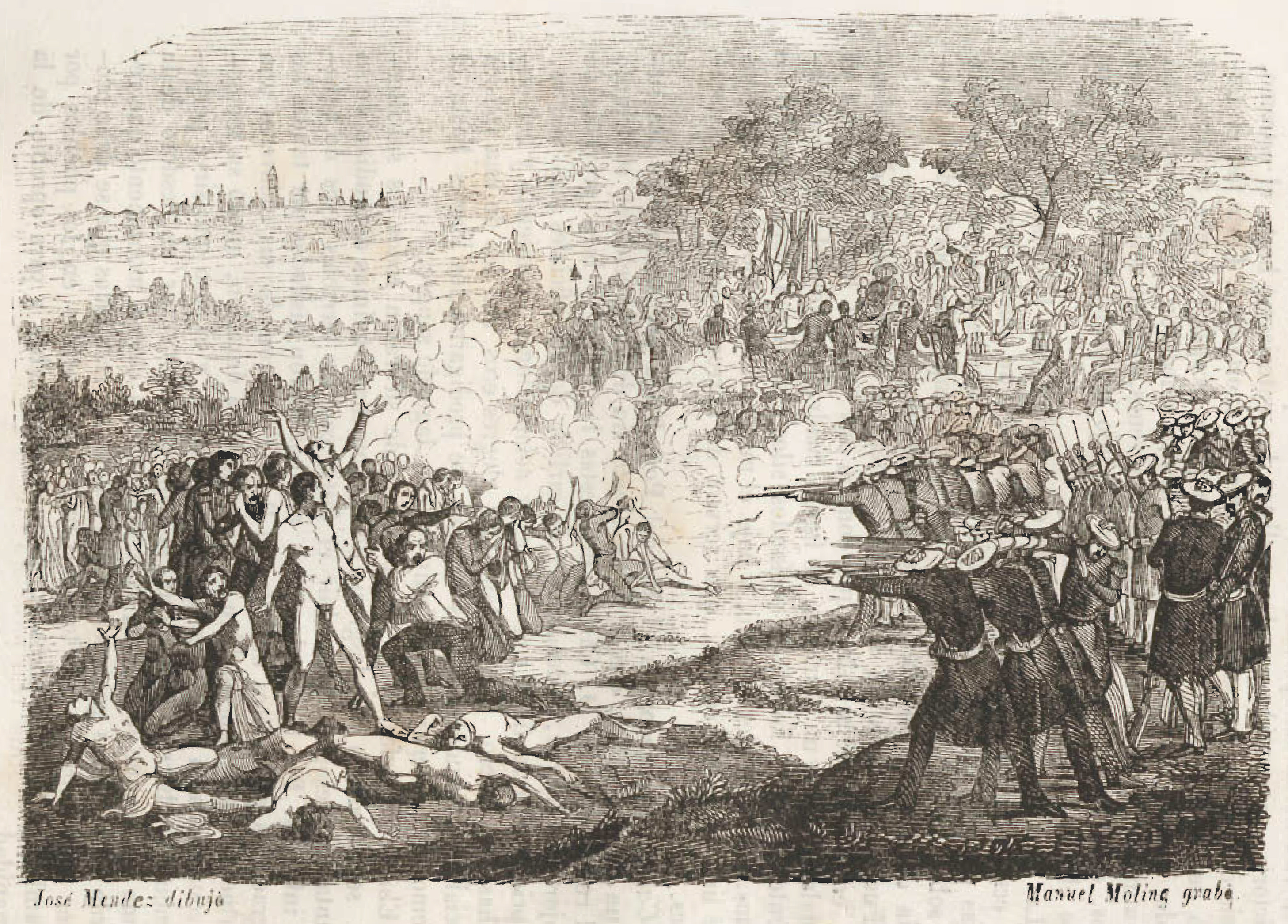
Fusilamientos de Burjasot por parte de los carlistas a las órdenes de Cabrera, tras la llamada «Acción del Pla del Pou» (2 de abril de 1837). Estos hechos, respecto de los cuales la propaganda liberal llegó a hablar de una orgía carlista sobre los cadáveres, podrían haber sucedido no tanto en Burjasot sino en Paterna.

Las partidas del Maestrazgo y Aragón eligieron a Manuel Carnicer como su jefe en febrero de 1834. Tras ser delatado fue fusilado en Miranda de Ebro en abril de 1835, tomó el mando su segundo, Ramón Cabrera, quien dio ánimos a las fuerzas carlistas, pero sin que dichas fuerzas fueran lo suficientemente numerosas como para obtener una victoria decisiva sobre las fuerzas liberales; de forma que en 1836, Evaristo de San Miguel conquistaba Cantavieja para los isabelinos.
En 1837, Cabrera consigue reconquistar el territorio perdido y en enero de 1838 conquista Morella, a la que convierte en capital de su administración, extendiendo su territorio por Aragón, norte de Valencia y sur de Cataluña. Sin embargo, el fin de la guerra en el norte hizo que Espartero llegara a Zaragoza al frente de 44.000 hombres en octubre de 1839 y estableciera su cuartel general en Mas de las Matas. Cabrera consigue mantener la resistencia hasta el 30 de mayo de 1840 cuando Espartero conquistó Morella y Cabrera se dirigió a Berga.

### Frente de Cataluña
En Cataluña las numerosas partidas actuaban sin coordinación. El mando del Pretendiente envió un contingente de fuerzas del territorio carlista vasco-navarro, seleccionado entre los más experimentados batallones de los que disponía, en agosto de 1835 bajo el mando de Juan Antonio Guergué formado por 2.700 hombres con la misión de organizar el frente en Cataluña. Llegado a su destino Guergué, consiguió agrupar una numerosa fuerza, intentanto tomar Olot pero fracasando en el intento. Seguidamente Guergué organizó las tropas carlistas catalanas en un documento oficial que se enviaría al rey y a los cabecillas respectivos. En el mismo documento él pone de manifiesto que las tropas con las que cuenta son unas 19.000 descontando las traídas por él. Sin embargo estos datos son poco fiables debido a que dan un número alto de guerrillas no identificadas. Pese a esto el número debía ser muy alto.Tras la marcha de Guergué de Cataluña asumieron el mando Ignacio Brujó y Rafael Maroto. Este estuvo poco tiempo (unos meses), creó confusión y tuvo muchas derrotas así que en diciembre de 1836 fue sustituido por Blas María Royo de León que había sido jefe del estado mayor de la expedición Guergué. Royo logró victorias importantes cómo el desastre de Oliver y la conquista de Solsona. En 1837 se hizo con el mando uno de los miembros de la Expedición Real, Juan Antonio de Urbiztondo, quien conquistó Berga en julio y la convirtió en la capital del carlismo catalán.

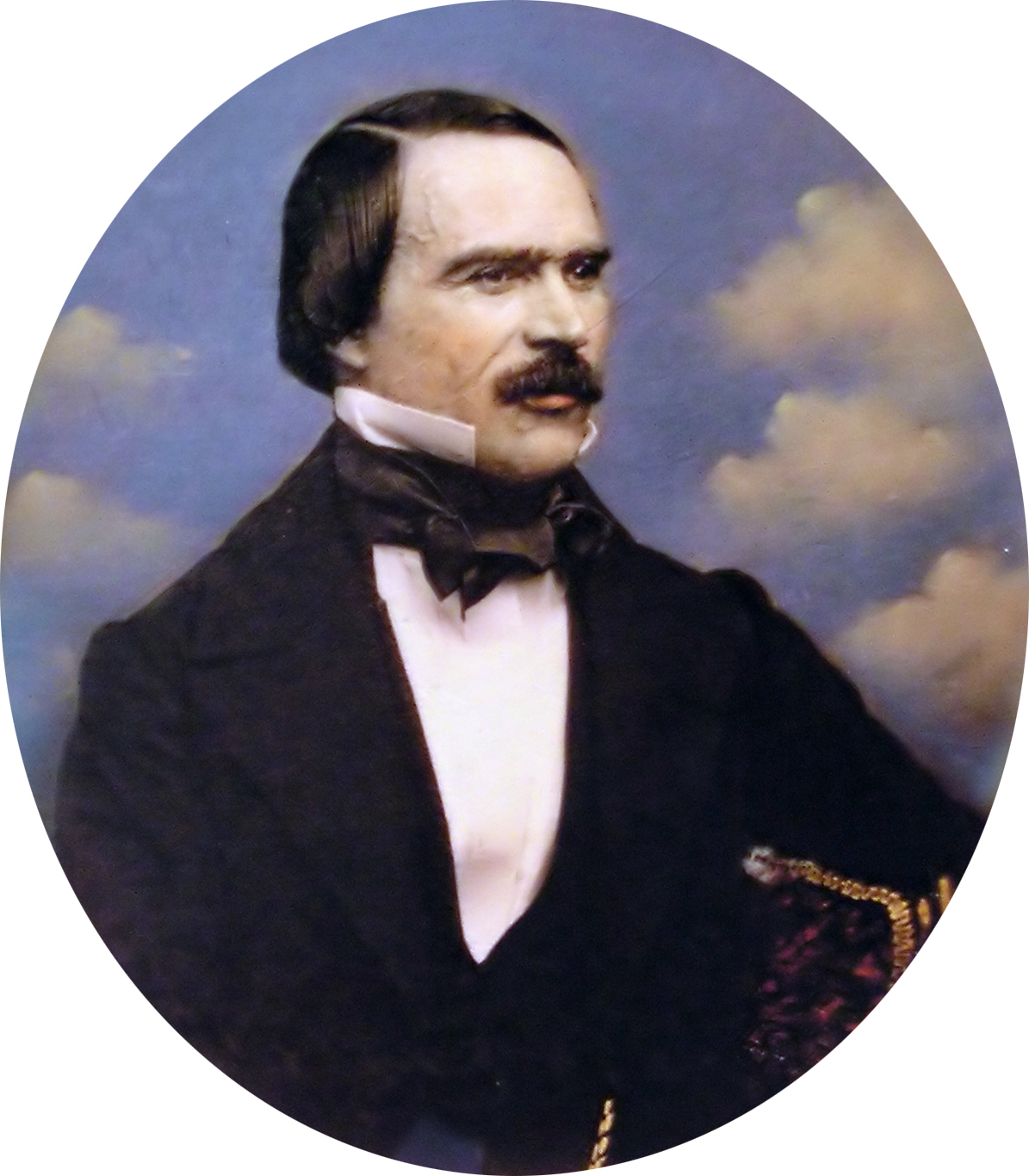
Daguerrotipo de Ramón Cabrera

Los problemas entre la Junta de gobierno de Berga y Urbiztondo llevaron al nombramiento de José Segarra y posteriormente, en julio de 1838, al del Conde de España, que se esforzó en modernizar sus tropas al tiempo que se aproximaba a los sectores más radicales del carlismo, lo que provocó el descontento de la oficialidad carlista, que solicitaron su destitución al pretendiente, lo que consiguieron en octubre. La llegada de combatientes carlistas procedentes del frente norte tras la firma del Convenio de Oñate consiguió prolongar la guerra en Cataluña unos meses más hasta que las últimas tropas carlistas dirigidas por Cabrera cruzaron la frontera francesa el 6 de julio de 1840.

### Castilla la Vieja y Castilla la Nueva
En ambas Castillas los movimientos carlistas también existieron. Fueron más importantes en Castilla la Vieja. En las zonas cercanas a las provincias Vascongadas y Navarra, los carlistas, bajo la presión de las tropas isabelinas, acabaron amparándose en los carlistas vasco-navarros, formando los batallones castellanos. Sus jefes más importantes fueron Balmaseda, Basilio García, Jerónimo Merino y Cuevillas. Organizaron correrías por el territorio controlado por el bando isabelino, llegando en ocasiones hasta La Mancha. Los húsares de Ontoria, una unidad selecta formada por expertos jinetes castellanos y dirigida por Balmaseda, fue la unidad más importante de caballería castellana que terminó combatiendo con Cabrera. No pudiendo cruzar el Ebro en la fase final al caer el Maestrazgo en manos de Espartero, intentaron huir a Francia dando el rodeo por Cuenca, Soria, Burgos, La Rioja y Navarra, desolando con sus tropelías y robos las poblaciones que atravesaban. Gran parte de ellos fueron finalmente interceptados en Navarra, cuando Cabrera hacía ya tiempo que se encontraba en Francia y, por lo tanto, la guerra había finalizado. Por ello fueron considerados como bandoleros y ejecutados.
En Castilla la Nueva los movimientos carlistas se centraron en escaramuzas con virulencia en diferentes lugares Ciudad Real y en las zonas próximas a Cabrera, a Beteta, Cañete y otras poblaciones de la provincia de Cuenca, y algunas también en la de Albacete. La partida más importante de la región fue la de los hermanos Palillos, el tal líder insurrecto Potaje y otros similares que secuestraron, robaron y asesinaron a civiles solo por sus ideales. Estas partidas estaban formadas por jinetes en su mayor parte y llegó a ser más numerosa la de Ciudad Real y Cuenca comparada con las demás partidas manchegas, que nunca fueron muy superiores a un par de centenares de hombres.

### Frente de la provincia de Ciudad Real
En la provincia se formaron más de un centenar de partidas, algunas con apenas una decena de hombres y otras superando varios centenares. Tres son las causas de esta proliferación: a) Dada la orografía montañosa y el tránsito a través de la provincia de las comunicaciones Madrid-Andalucía, desde tiempo muy atrás el bandolerismo estaba muy desarrollado. b) Estas circunstancias fueron base para que durante la guerra de la Independencia se creasen numerosas partidas guerrilleras con gran actividad. c) La provincia, muy depauperada, con la tierra prácticamente en poder de unas pocas personas, no solo producía pobreza en las gentes que trabajaban el campo sino también en las localidades donde los zapateros, sastres y demás oficios tenían unos ingresos muy bajos ya que sus clientes, los trabajadores del campo, carecían de dinero. Las experiencias del bandolerismo, las de las guerrillas independentistas, la pobreza de los habitantes y las quintas que se llevaban a tantos hombres jóvenes que estaban aportando economía familiar, hizo que los jefes carlistas encontrasen con facilidad personas tanto en el campo como en las ciudades para engrosar sus filas. Ocurría también con frecuencia que pequeñas partidas admitían el indulto, se reincorporaban a sus quehaceres, volviendo pero de nuevo poco tiempo después a formar parte de una partida. El gobierno solo en ocasiones pudo destinar tropas regulares suficientes para combatir a las partidas, siendo fuerzas irregulares formadas por voluntarios locales, encuadrados genéricamente en el concepto de "Milicianos Nacionales", los que sostuvieron el peso principal de lucha contra las partidas aunque con escaso éxito ya que incluso meses después de concluida la guerra estuvieron activas varias de ellas durante un tiempo. Algunas volvieron a convertirse en bandoleras, quedando su persecución en manos de la recién creada Guardia Civil.
El movimiento carlista nunca tuvo unidad de mando y de administración ni conservó territorio en el que hubiese podido instalar sus cuarteles, almacenes, cuadras de caballos, depósitos de heridos y prisioneros, manteniéndose continuamente en movimiento por la provincia, asaltando pueblos y refugiándose en las montañas. En ocasiones se unían varias pequeñas partidas para realizar un ataque a una localidad importante o a un convoy que circulaba por la carretera Madrid - Andalucía. Al llegar a la provincia las expediciones de Gómez y Basilio García, formaron parte de ellas mientras se mantuvieron en la provincia, algunas marcharon con ellas a provincias vecinas, incluso unos pocos hombres las acompañaron a su vuelta al territorio vasco-navarro.

## Expediciones carlistas
Desde el territorio vasco-navarro dominado por los carlistas se realizaron expediciones con los objetivos principales: a) Fomentar la guerra en territorios en los que el carlismo tenía poca, incluso nula actividad. b) Deshacerse durante algún tiempo de contingentes a los que era problemático dar mantenimiento y paga. c) Obligar a que tropas isabelinas que cercaban su territorio tuviesen que marchar tras las expediciones, aliviándose la presión sobre el frente vasco-navarro.
Las expediciones más importantes fueron:
- Primera expedición de Basilio García (1834)
- Segunda expedición de Basilio García (1835)
- Expedición de Guergué (1835)
- Tercera Expedición de Basilio García (1836)
- Expedición de Gómez (1836)
- Expedición Real (1837)
- Expedición de Zaratiegui (1837)
- Cuarta expedición de Basilio García (1837-1838)
- Expedición de Negri (1839)

Expedición de Gómez (1836)

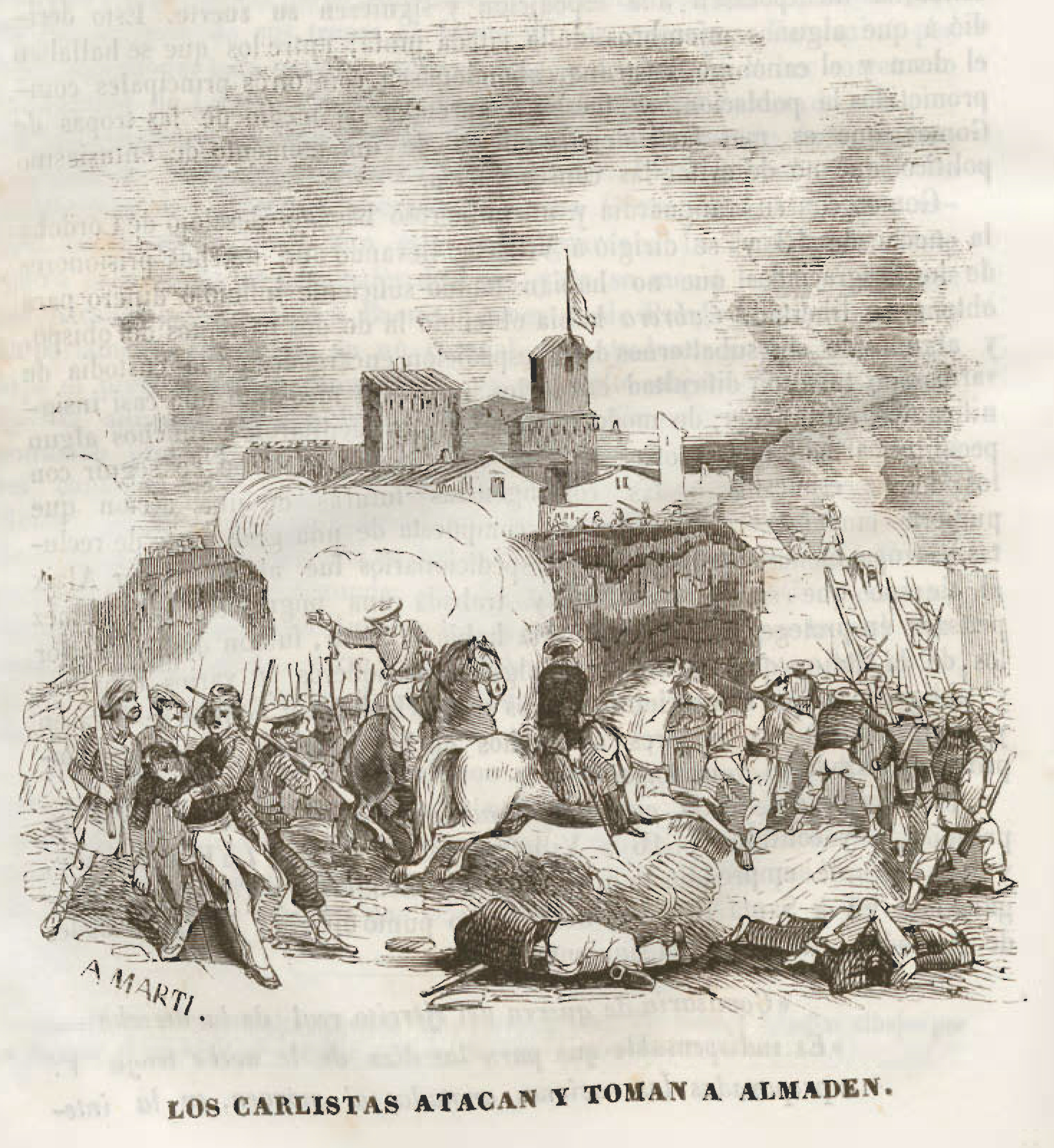
Ataque y toma de Almadén por los carlistas (octubre de 1836)

En junio de 1836, Miguel Gómez Damas, al frente de 3500 hombres, parte desde Amurrio hacia Asturias y Galicia para alentar los focos carlistas que supone allí establecidos, pero a pesar de que consigue entrar sin lucha en Oviedo y Santiago de Compostela, no logra controlar estos territorios ya que no encuentra interés suficiente por la causa carlista en la población y es sometido a persecución por tropas isabelinas que llegan desde Navarra y Castilla la Vieja. Por propia iniciativa, en contra de las órdenes recibidas, se dirige en agosto hacia Andalucía y durante la marcha entra en León, Palencia y Albacete. En Andalucía toma Córdoba y Almadén de la Plata, hecho este último que causa una inesperada baja en la Bolsa londinense. Llega a San Roque ya que tiene intención de adquirir calzado en Gibraltar pero desde el Peñón le impiden con cañonazos acercarse aunque son muchos los ingleses, incluso con sus mujeres, los que salen del recinto británico para ver de cerca a los carlistas ya que su correría por la geografía hispánica es tema muy aireado por la prensa europea. Batido una y otra vez, aunque sin ser excesivamente dañado por las columnas isabelinas que le persiguen, en diciembre de 1836 consigue regresar a Vizcaya.
Expedición Real (1837)
La Expedición Real, motivada por las supuestas negociaciones que se estaban realizando entre Carlos y María Cristina, salió de Navarra en mayo de 1837 con 12 000 hombres al frente del pretendiente Carlos hacia Aragón, Cataluña, Valencia, Teruel y finalmente Madrid, de dónde se retiraron de manera inesperada, llegando al territorio carlista del norte en octubre de 1837. Tras la expedición Carlos marginó a los elementos más moderados del carlismo.

## Batallas y acciones
- Acción de Vargas. 3 de noviembre de 1833. Vencen los liberales de Iriarte a Ibarrola y Villalobos.
- Acción de Maials. 10 de abril de 1834. Vencen los liberales de Carratalá y Bretón a Carnicer.
- Acción de las Peñas de San Fausto. 19 de agosto de 1834. Vencen los carlistas de Zumalacárregui a Carandolet.
- Acción de Alegría de Álava. 27 de octubre de 1834. Vencen los carlistas de Zumalacárregui sobre O´Doyle.
- Acción de la Venta de Echavarri. 28 de octubre de 1834. Vencen los carlistas de Zumalacárregui sobre Osma.
- Mendaza. 12 de diciembre de 1834. Vencen liberales de Córdova sobre Zumalacárregui.
- Primera Batalla de Arquijas. 15 de diciembre de 1834. Indecisa.
- Acción de Artaza. 20 al 22 de abril de 1835. Vencen los carlistas de Zumalacárregui sobre Jerónimo Valdés.
- Mendigorría. 16 de julio de 1835. Vencen liberales de Córdova sobre González Moreno.
- Arlabán. 16 a 17 de enero de 1836. Indecisa.
- Primera Batalla de Chiva. 2 de abril de 1836. Victoria liberal.[26]
- Batalla de Lugariz. 5 de mayo de 1836 en San Sebastián. Victoria liberal. Los carlistas se retiran hasta Oriamendi
- Villarrobledo. 20 de septiembre de 1836. Vencen los liberales.
- Majaceite. 23 de noviembre de 1836. Vencen liberales de Narváez sobre Gómez Damas
- Luchana. 24 de diciembre de 1836. Vencen liberales de Espartero.
- Acción de Las Cabrillas. 18 de febrero de 1837. Campos de Buñol. Crehuet-Cabrera.
- Oriamendi. 10 al 16 de marzo de 1837. Vencen carlistas del infante Sebastián sobre Lacy Evans.
- Batalla de Irún (1837) 17 de mayo de 1837.Victoria liberal. La frontera guipuzcoana pasa a ser controlada por los liberales.
- Huesca. 24 de mayo de 1837. Vencen carlistas del infante Sebastián sobre Iribarren.
- Barbastro. 2 de junio de 1837. Vencen carlistas del infante Sebastián sobre Oráa.
- Segunda Batalla de Chiva. 15 de julio de 1837. Vencen liberales de Oráa sobre el infante Sebastián.[27]
- Villar de los Navarros. 24 de agosto de 1837. Vencen carlistas del infante Sebastián sobre Buerens.
- Peñacerrada. 20 a 22 de junio de 1838. Vencen liberales de Espartero sobre Guergué.
- Conquista de Morella. 26 de enero de 1838. Vencen carlistas de Cabrera sobre el gobernador Bruno Portillo.
- Morella. 24 de julio a 24 de agosto de 1838. Vencen carlistas de Cabrera sobre Oraa.
- Maella. 1 de octubre de 1838. Vencen carlistas de Cabrera sobre Pardiñas.
- Cheste. 2 de diciembre de 1838. Vencen liberales de Pezuela sobre Forcadell.
- Ramales y Guardamino. 27 de abril al 13 de mayo de 1839. Vencen liberales de Espartero sobre Maroto.
- Toma de Morella. Vencen los liberales de Espartero. Última batalla de la guerra.
- Toma del fuerte de El Collado. Conquista por los liberales del último reducto carlista.
- Acción de Valdeolivas 10-5-1840, Toma de parte y perdida de la población por los Carlistas de Balmaseda y Polo. Victoria Liberal.

## Extranjeros
Fueron numerosos los extranjeros que se alistaron en el bando carlista, siendo a destacar los que publicaron sus vivencias de la guerra: el inglés Charles Frederick Henningsen, los franceses Alfonso Barrés de Molard, Alexis Sabatier y Louis Xavier Auguet de Saint-Sylvain y los alemanes Augusto von Goeben, Adolfo Loning, Félix Lichnowsky y Guillermo von Rahden. Entre los extranjeros que combatieron en el bando liberal cabe citar a Frederick Hardman, inglés que se alistó en la Legión Auxiliar Británica y que publicó un libro que recogió sus vivencias e impresiones de la guerra. John Francis Bacon, cónsul británico en Bilbao durante los años 1830 a 1837, escribió dos libros en los que relata sus experiencias durante la primera guerra carlista, entre ellas los sitios de Bilbao.
Desde el punto de vista diplomático, un inglés participó activamente para humanizar la guerra (Lord Elliot) y otro para terminarla (Lord John Hay).

## Ejército liberal
- Regimientos de infantería de línea
- Regimientos de infantería ligera
- Regimientos de infantería de milicias provinciales
- Guardia real de infantería. Cuatro regimientos de dos batallones
- Regimiento de granaderos provinciales de la guardia real
- Regimiento de cazadores de la guardia real provincial
- Regimiento de ingenieros de la guardia real
- Artillería montada de la guardia real
- Artillería de línea de la guardia real
- Regimiento de granaderos a caballo de la guardia real
- Regimiento de lanceros de la guardia real
- Regimiento de cazadores de la guardia real
- Regimiento de coraceros de la guardia real
- Húsares de la Princesa
- Caballería de línea
- Caballería ligera
- Flanqueadores de Isabel II
- Cuerpo franco navarro de caballería
- Peseteros
- Voluntarios de Burgos (1200 plazas)

## Ejército carlista
Tropa carlista del Norte
- Guardia de honor de infantería.
- Guardia de honor de caballería.
- Escolta del Estandarte.
- Escuadrón de Jefes y Oficiales.
- Batallón de voluntarios distinguidos de Madrid.
- Infantería navarra. Doce batallones de 800 plazas.
- Guías de Navarra. Un batallón de 800 plazas.
- Lanceros de Navarra. Cuatro escuadrones.
- Infantería guipuzcoana. Ocho batallones de 1000 plazas.
- Escuadrón de Guipúzcoa. 100 caballos.
- Infantería alavesa. Siete batallones de 800 plazas.
- Batallón de Guías de Álava. Un batallón de 800 plazas.
- Escuadrón de Álava. 120 caballos.
- Infantería vizcaína. Nueve batallones de 900 plazas.
- Escuadrón de Vizcaya. 90 caballos mandados por un comandante.
- Infantería castellana. Cuatro batallones de 800 plazas.
- Caballería castellana. Tres regimientos de lanceros.
- Batallón de granaderos del ejército. 800 plazas.
- Artillería de batalla y montaña.
- Artillería de batir.
- Zapadores. Cuatro compañías, una en cada provincia.
- Húsares de Arlabán. 100 caballos
- Tres batallones cántabros de 900 plazas.
- Aduaneros.

Ejército Real de Aragón, Valencia y Murcia
- 1.ª Brigada de Tortosa. 1.º, 2.º y 3.er batallón de Tortosa de 800 plazas.
- 2.ª Brigada de Tortosa. 1.º, 2.º y 3.er batallón de Mora de Ebro de 750 plazas.
- 1.ª Brigada de Aragón. Guías de Aragón, 5.º y Tiradores de Aragón de 700 plazas.
- 2.ª Brigada de Aragón. 4.º, 6.º, 7.º, y 8.º de Aragón de 850 plazas.
- 3.ª Brigada de Aragón. 1.º, 2.º y 3.er batallón de Aragón de 700 plazas.
- 1.ª Brigada de Valencia. 1.º, 2.º y 3.er batallón de Valencia de 800 plazas.
- 2.ª Brigada de Valencia. 4.º, 5.º, 6.º y 7.º batallón de Valencia de 850 plazas.
- 1.ª Brigada de Murcia. 1.º y 2.º del Cid de 800 plazas.
- 2.ª Brigada de Murcia. 3.º del Cid y Guías del Conde de Morella de 800 plazas.
- 1.er Regimiento de lanceros de Aragón de 250 plazas.
- 2.º Regimiento de lanceros de Tortosa de 490 plazas.
- 3.er Regimiento de lanceros de Aragón de 350 plazas.
- 1.er Regimiento de lanceros de Valencia de 360 plazas.
- 1.er Regimiento de lanceros del Cid de 280 plazas.
- 1.er Batallón de artillería de 500 plazas.
- Compañías del tren de 150 plazas.
- Compañía de Zapadores de 390 plazas.
- Compañías de Miñones de Cabrera 100 plazas.
- Ordenanzas de Cabrera 100 plazas.
- Guías de Cabrera 100 plazas.

Ejército Real de Cataluña
División de Gerona
- 1.ª Brigada
- 2.ª Brigada
- Batallón de guías 400 plazas
- Escuadrón de lanceros 50 plazas

División de Lérida
- 1.ª Brigada
- 2.ª Brigada

División de Manresa o del Centro
- 1.ª Brigada
- 2.ª Brigada
- Partidas sueltas (caballería e infantería)

División del Campo de Tarragona
- 8 Batallones de 500 plazas

Partidas varias
- Sin datos organizativos, total de 3838 hombres entre infantes y jinetes

## Canciones
- Viva la paz, viva la unión, viva la paz y don Carlos de Borbón. Carlista.
- Duro tiene el corazón don Carlos, viejo cruel y solo seis años cuenta niña inocente Isabel. Cristina.